# Acacia argyraea
Acacia argyraea är en ärtväxtart som beskrevs av Mary Douglas Tindale. Acacia argyraea ingår i släktet akacior, och familjen ärtväxter. Inga underarter finns listade i Catalogue of Life.